# Bruncu Spina (comprensorio sciistico)
Il comprensorio sciistico Bruncu Spina costituisce l'unico comprensorio sciistico della Sardegna. Gli impianti sono installati sulle pendici del Bruncu Spina (Bruncu Spina, S'Arena, e Separadorgiu) e del Monte Spada. Si trova nel massiccio del Gennargentu, nel territorio amministrativo dei comuni di  Desulo e Villagrande Strisaili, in provincia di Nuoro.
Le precipitazioni nevose sono frequenti durante l'inverno ed, in casi eccezionali, possono raggiungere uno spessore superiore al metro. Sono in dotazione al comprensorio un battipista Leitner LH420 ed una motoslitta.

## Descrizione

### Impianti del Bruncu Spina
Gli impianti del Bruncu Spina rappresentano la maggiore stazione sciistica invernale della Sardegna. Si trovano sulle pendici del Bruncu Spina e fanno parte del Monte Novu, nel territorio amministrativo dei comuni di Desulo e Villagrande Strisaili. La porzione di territorio in agro di Villagrande Strisaili è stata  concessa in enfiteusi perpetua al comune di Fonni per i soli usi civici tradizionali; permangono al Comune di Villagrande Strisaili la proprietà dei terreni e i restanti usi civici non tradizionali.
Sul versante settentrionale sono installati due impianti di risalita, una manovia della lunghezza di 200 metri, in dotazione al campo scuola, ed uno skilift ed una nuova seggiovia, realizzata nel 2019, della lunghezza di 926 metri e con una portata oraria di 720 persone, che raggiunge la quota di 1.825 metri. Le piste di discesa disponibili sono invece tre, per una lunghezza complessiva di quasi quattro chilometri.
Nel 2009 il Comune di Fonni ha bandito un concorso internazionale di progettazione al fine di riqualificare i versanti della montagna, sistemare le piste da sci e realizzare le nuove strutture connesse alla seggiovia, all'accoglienza ed alla fruizione turistica della montagna durante tutte le stagioni dell'anno.

### Impianti di S'Arena
Sul versante occidentale del Bruncu Spina, in località S'Arena, sono installate due manovie ed un tapis roulant. L'altitudine della stazione varia dai 1.400 ai 1.650 metri.

### Impianti del Monte Spada

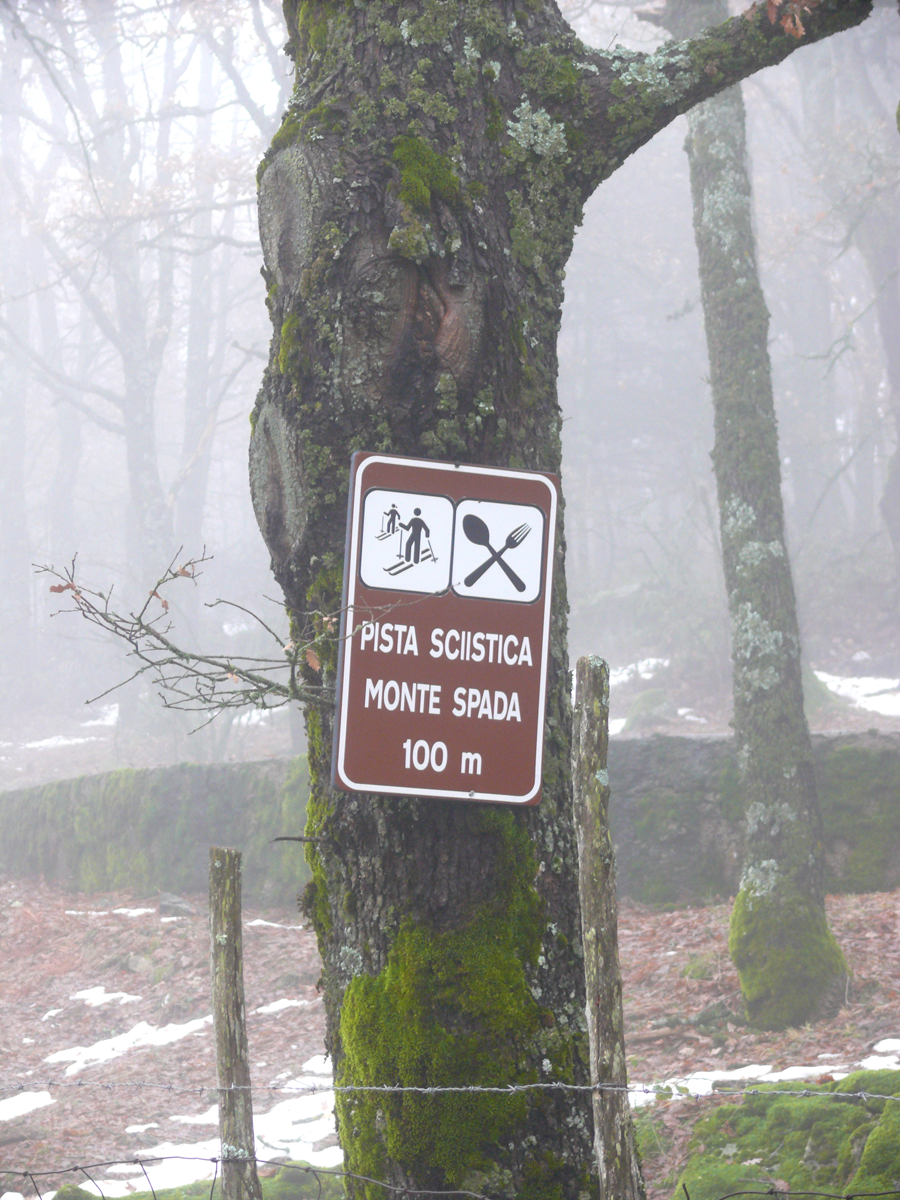
Cartello indicativo della pista da sci sul Monte Spada

Presso il Monte Spada, ad una quota di 1.320 metri, si trova una piccola stazione sciistica privata dotata di due manovie ed un impianto di innevamento artificiale.